# 22065 Колґрове
22065 Колґрове (22065 Colgrove) — астероїд головного поясу, відкритий 5 січня 2000 року.
Тіссеранів параметр щодо Юпітера — 3,508.